# Dichtheidsmatrix
In de kwantummechanica is een dichtheidsmatrix (of dichtheidsoperator) een zelftoegevoegde (of hermitische) positief-semidefiniete matrix (mogelijk oneindig dimensionaal) met spoor 1, die de statistische toestand van een kwantumtoestand beschrijft. Het formalisme werd in 1927 geïntroduceerd door John von Neumann, maar werd volgens andere bronnen onafhankelijk van von Neumann geformuleerd door Lev Landau en Felix Bloch.
Als de {\displaystyle |\psi _{i}\rangle }'s de verschillende kwantumtoestanden van een systeem weergeven, is de dichtheidsmatrix voor te stellen als:
{\displaystyle \rho =\sum _{i}p_{i}|\psi _{i}\rangle \langle \psi _{i}|},
waarin de {\displaystyle p_{i}}'s de waarschijnlijkheden van de verschillende kwantumtoestanden weergeven. Als alle kwantumtoestanden een gelijke kans hebben dan wordt {\displaystyle \rho } het rekenkundig gemiddelde van de kwadraten van de kwantumtoestanden. Bij een zuivere toestand (pure state) zijn alle {\displaystyle p_{i}}'s gelijk aan 0, op een na en die is dan gelijk aan 1. M.a.w. {\displaystyle \rho } ≤ 1.
De dichtheidsmatrix zegt ook iets over de kennis (= informatie) waarover je maximaal kunt beschikken betreffende de beschouwde kwantumtoestand. Dat kan weergegeven worden met behulp van de zgn. Von Neumann Entropie {\displaystyle S(\rho )}:
{\displaystyle S(\rho )=-\operatorname {Tr} (\rho \ln \rho )=-\sum _{i}p_{i}\ln p_{i}}
Bij een zuivere toestand is {\displaystyle S=0} en {\displaystyle \rho =1}. Er is dan dus géén entropie, d.w.z. er is maximale zekerheid over de kwantumtoestand, en dat is er dus maar één in de reeks met {\displaystyle p_{i}=1}). {\displaystyle S=1} bij een maximale onzekerheid over de betreffende kwantumtoestand. D.w.z alle {\displaystyle p_{i}}'s zijn gelijk, dus als er {\displaystyle N} toestanden zijn waarover gesommeerd wordt dan is {\displaystyle p_{i}=1/N} voor alle i's.